# Paulo Wanchope
Paulo César Wanchope Watson (Heredia, Costa Rica, 31 de julio de 1976) es un exfutbolista, entrenador y empresario costarricense Actualmente es el  técnico del Deportivo Saprissa de la Primera División de Costa Rica. Es considerado como uno de los mejores jugadores de Costa Rica, como también el segundo jugador con mayor anotaciones en la selección de Costa Rica.
Se retiró el 13 de enero de 2008 en un partido amistoso que su selección perdió (0-1) contra la selección de Suecia en San José, Costa Rica. Inició su etapa como entrenador en el C.S Herediano.

## Biografía
Wanchope nació en Barrio Fátima de Heredia en el año 1976. Hijo de Vicente Wanchope, y Patricia Watson. Su padre, y sus hermanos Javier y Carlos, al igual que su tío Carlos Watson también fueron futbolistas, por lo que Paulo creció rodeado del medio futbolístico.
En su juventud también jugó baloncesto, llegando a integrar la Selección Juvenil que participó en el Centrobasket en 1993. Ese evento le valió para conquistar el título de máximo encestador y para obtener una beca que le permitió practicar esa disciplina en los Estados Unidos con el Vincent Memorial Catholic High School en Calexico, California.
Al regresar a Costa Rica, luego de cumplir la beca, Paulo sentía la misma admiración por fútbol y el basket, y tenía claro que solo un deporte podía practicar profesionalmente.

### Carrera como jugador
Se inició en Club Sport Herediano, de Costa Rica. En 1997, junto a Mauricio Solís, fue contratado por el Derby County F.C. de Inglaterra. En dicho país también estuvo en el West Ham United y Manchester City. Su primer gol en la FA Premier League se lo anotó al Manchester United al portero Peter Schmeichel. Wanchope fue el segundo latino en anotar en la historia del fútbol inglés superado solo por el atacante uruguayo Gustavo Poyet.
En 2004 pasó al Málaga de España. Uno de sus goles en España fue nombrado el número 1 del 2004 de la Liga española de fútbol por la cadena ESPN. En el último semestre de 2005 jugó en el Al-Gharrafa del fútbol de Catar y en el primer semestre de 2006 con Herediano para tomar ritmo de competencia de cara al Mundial Alemania 2006.
En julio de 2006 fichó para Rosario Central de la Primera división argentina, en donde convirtió cinco goles. Una vez finalizado el Torneo argentino se desvinculó del equipo canalla, ya que el DT por aquel momento, Néstor Gorosito, no lo iba tener en cuenta y se incorporó al F.C. Tokyo de Japón el 29 de diciembre de 2006 firmando un contrato hasta 2008. El 30 de junio, rescindió el contrato con el F.C. Tokyo. Un mes después firma con el Chicago Fire.
El 16 de noviembre de 2007, Wanchope anunció su retiro del fútbol profesional debido a problemas físicos en las rodillas. Ese año obtuvo el título de entrenador en España.
El 13 de enero de 2008, se retiró con la selección nacional de Costa Rica, jugando 32 minutos en un partido amistoso frente a Suecia en el Estadio Ricardo Saprissa.
El 16 de enero de 2008, se retiró con el Herediano, jugando un partido oficial del Torneo de Verano 2008. Con esto, inició y concluyó su carrera deportiva en dicha institución.

## Selección nacional
Como juvenil disputó el Mundial de Catar 1995
En la selección de fútbol de Costa Rica fue un jugador fundamental durante años, anotó 21 goles en eliminatoria y convirtió 45 goles en total con la camisa de la Costa Rica. En el hexagonal final de la eliminatoria a Alemania 2006 anotó goles a México y Guatemala. Además, en el partido inaugural de dicho Mundial le marcó dos goles a Alemania, sumando tres, ya que en la Copa del Mundo Corea del Sur/Japón 2002 le anotó a la selección de Brasil.

### Goles internacionales
| \| # \| Fecha \| Sede \| Oponente \| Marcador \| Comepetición \| \| -- \| ----------------------- \| ---------------------------------------------------------------- \| ---------------------------- \| -------- \| ----------------- \| \| 1 \| 1 de diciembre de 1996 \| Estadio Ricardo Saprissa Aymá, Tibás, San José, Costa Rica \| Estados Unidos \| 2 - 1 \| Eliminatoria \| \| 2 \| 21 de diciembre de 1996 \| Estadio José Rafael "Fello" Meza Ivancovich, Cartago, Costa Rica \| Trinidad y Tobago \| 2 - 1 \| Eliminatoria \| \| 3 \| 21 de diciembre de 1996 \| Estadio José Rafael "Fello" Meza Ivancovich, Cartago, Costa Rica \| Trinidad y Tobago \| 2 - 1 \| Eliminatoria \| \| 4 \| 9 de marzo de 1997.[2] \| Estadio Ricardo Saprissa Aymá, San José, Costa Rica \| Camerún \| 5 - 0 \| Amistoso \| \| 5 \| 9 de marzo de 1997.[2] \| Estadio Ricardo Saprissa Aymá, San José, Costa Rica \| Camerún \| 5 - 0 \| Amistoso \| \| 6 \| 9 de marzo de 1997[2] \| Estadio Ricardo Saprissa Aymá, San José, Costa Rica \| Camerún \| 5 - 0 \| Amistoso \| \| 7 \| 11 de mayo de 1997 \| Estadio Ricardo Saprissa Aymá, San José, Costa Rica \| Jamaica \| 3 - 1 \| Eliminatoria \| \| 8 \| 11 de mayo de 1997 \| Estadio Ricardo Saprissa Aymá, San José, Costa Rica \| Jamaica \| 3 - 1 \| Eliminatoria \| \| 9 \| 9 de noviembre de 1997 \| Estadio Azteca, Ciudad de México, México \| México \| 3 - 3 \| Eliminatoria \| \| 10 \| Texto de celda \| Texto de celda \| Cuba \| 7 - 2 \| Copa Oro 1998 \| \| 11 \| Texto de celda \| Texto de celda \| Cuba \| 7 - 2 \| Copa Oro 1998 \| \| 12 \| Texto de celda \| Texto de celda \| Cuba \| 7 - 2 \| Copa Oro 1998 \| \| 13 \| Texto de celda \| Texto de celda \| Cuba \| 7 - 2 \| Copa Oro 1998 \| \| 14 \| Texto de celda \| Texto de celda \| Belice \| 7 - 0 \| Copa UNCAF 1999 \| \| 15 \| Texto de celda \| Texto de celda \| El Salvador \| 4 - 0 \| Copa UNCAF 1999 \| \| 16 \| Texto de celda \| Texto de celda \| Corea del Sur \| 2 - 2 \| Copa Oro 2000 \| \| 17 \| Texto de celda \| Texto de celda \| Trinidad y Tobago \| 1 - 2 \| Copa Oro 2000 \| \| 18 \| Texto de celda \| Estadio Alejandro Morera Soto, Alajuela, Costa Rica \| Panamá \| 5 - 1 \| Amistoso \| \| 19 \| Texto de celda \| Estadio Ricardo Saprissa Aymá, San José, Costa Rica \| San Vicente y las Granadinas \| 7 - 1 \| Amistoso \| \| 20 \| Texto de celda \| Estadio Ricardo Saprissa Aymá, San José, Costa Rica \| San Vicente y las Granadinas \| 7 - 1 \| Amistoso \| \| 21 \| Texto de celda \| Estadio Alejandro Morera Soto, Alajuela, Costa Rica \| Guatemala \| 2 - 1 \| Eliminatoria \| \| 22 \| Texto de celda \| Estadio Alejandro Morera Soto, Alajuela, Costa Rica \| Guatemala \| 2 - 1 \| Eliminatoria \| \| 23 \| Texto de celda \| Texto de celda \| Guatemala \| 5 - 2 \| Eliminatoria \| \| 24 \| Texto de celda \| Estadio Alejandro Morera Soto, Alajuela, Costa Rica \| Trinidad y Tobago \| 3 - 0 \| Eliminatoria \| \| 25 \| Texto de celda \| Estadio Alejandro Morera Soto, Alajuela, Costa Rica \| Trinidad y Tobago \| 3 - 0 \| Eliminatoria \| \| 26 \| Texto de celda \| Estadio Alejandro Morera Soto, Alajuela, Costa Rica \| Jamaica \| 2 - 1 \| Eliminatoria \| \| 27 \| Texto de celda \| Texto de celda \| Honduras \| 3 - 2 \| Eliminatoria \| \| 28 \| Texto de celda \| Estadio Atanasio Girardot, Medellín, COL \| Honduras \| 1 - 0 \| Copa América 2001 \| \| 29 \| Texto de celda \| Estadio Atanasio GirardotMedellín, COL \| Uruguay \| 1 - 1 \| Copa América 2001 \| \| 30 \| Texto de celda \| Estadio Atanasio Girardot, Medellín, COL \| Bolivia \| 4 - 0 \| Copa América 2001 \| \| 31 \| Texto de celda \| Estadio Atanasio Girardot \| Bolivia \| 4 - 0 \| Copa América 2001 \| \| 32 \| Texto de celda \| Estadio Centenario, Armenia, Uruguay \| Uruguay \| 1 - 2 \| Copa América 2001 \| \| 33 \| Texto de celda \| Texto de celda \| Corea del Sur \| 3 - 1 \| Copa Oro 2002 \| \| 34 \| Texto de celda \| Texto de celda \| Corea del Sur \| 3 - 1 \| Copa Oro 2002 \| \| 35 \| 13 de junio de 2002 \| Estadio Mundialista, Suwon, Corea del Sur \| Brasil \| 2 - 5 \| Mundial 2002 \| \| 36 \| Texto de celda \| Estadio Ricardo Saprissa Aymá, San José, Costa Rica \| Canadá \| 1 - 0 \| Eliminatoria \| \| 37 \| Texto de celda \| Estadio Ricardo Saprissa Aymá, San José, Costa Rica \| Guatemala \| 5 - 0 \| Eliminatoria \| \| 38 \| Texto de celda \| Estadio Ricardo Saprissa Aymá, San José, Costa Rica \| Guatemala \| 5 - 0 \| Eliminatoria \| \| 39 \| Texto de celda \| Estadio Ricardo Saprissa Aymá, San José, Costa Rica \| Guatemala \| 5 - 0 \| Eliminatoria \| \| 40 \| Texto de celda \| Texto de celda \| Canadá \| 3 - 1 \| Eliminatoria \| \| 41 \| Texto de celda \| Estadio Ricardo Saprissa Aymá, San José, Costa Rica \| México \| 1 - 2 \| Eliminatoria \| \| 42 \| Texto de celda \| Estadio Ricardo Saprissa Aymá, San José, Costa Rica \| Guatemala \| 3 - 2 \| Eliminatoria \| \| 43 \| Texto de celda \| Estadio Ricardo Saprissa Aymá, San José, Costa Rica \| Estados Unidos \| 3 - 0 \| Eliminatoria \| \| 44 \| 9 de junio de 2006 \| Allianz Arena, Múnich, Alemania \| Alemania \| 2 - 4 \| Mundial 2006 \| \| 45 \| 9 de junio de 2006 \| Allianz Arena, Múnich, Alemania \| Alemania \| 2 - 4 \| Mundial 2006 \| |                         |                                                                  |                              |          |                   |
| # | Fecha                   | Sede                                                             | Oponente                     | Marcador | Comepetición      |
| 1 | 1 de diciembre de 1996  | Estadio Ricardo Saprissa Aymá, Tibás, San José, Costa Rica       | Estados Unidos               | 2 - 1    | Eliminatoria      |
| 2 | 21 de diciembre de 1996 | Estadio José Rafael "Fello" Meza Ivancovich, Cartago, Costa Rica | Trinidad y Tobago            | 2 - 1    | Eliminatoria      |
| 3 | 21 de diciembre de 1996 | Estadio José Rafael "Fello" Meza Ivancovich, Cartago, Costa Rica | Trinidad y Tobago            | 2 - 1    | Eliminatoria      |
| 4 | 9 de marzo de 1997.     | Estadio Ricardo Saprissa Aymá, San José, Costa Rica              | Camerún                      | 5 - 0    | Amistoso          |
| 5 | 9 de marzo de 1997.     | Estadio Ricardo Saprissa Aymá, San José, Costa Rica              | Camerún                      | 5 - 0    | Amistoso          |
| 6 | 9 de marzo de 1997      | Estadio Ricardo Saprissa Aymá, San José, Costa Rica              | Camerún                      | 5 - 0    | Amistoso          |
| 7 | 11 de mayo de 1997      | Estadio Ricardo Saprissa Aymá, San José, Costa Rica              | Jamaica                      | 3 - 1    | Eliminatoria      |
| 8 | 11 de mayo de 1997      | Estadio Ricardo Saprissa Aymá, San José, Costa Rica              | Jamaica                      | 3 - 1    | Eliminatoria      |
| 9 | 9 de noviembre de 1997  | Estadio Azteca, Ciudad de México, México                         | México                       | 3 - 3    | Eliminatoria      |
| 10 | Texto de celda          | Texto de celda                                                   | Cuba                         | 7 - 2    | Copa Oro 1998     |
| 11 | Texto de celda          | Texto de celda                                                   | Cuba                         | 7 - 2    | Copa Oro 1998     |
| 12 | Texto de celda          | Texto de celda                                                   | Cuba                         | 7 - 2    | Copa Oro 1998     |
| 13 | Texto de celda          | Texto de celda                                                   | Cuba                         | 7 - 2    | Copa Oro 1998     |
| 14 | Texto de celda          | Texto de celda                                                   | Belice                       | 7 - 0    | Copa UNCAF 1999   |
| 15 | Texto de celda          | Texto de celda                                                   | El Salvador                  | 4 - 0    | Copa UNCAF 1999   |
| 16 | Texto de celda          | Texto de celda                                                   | Corea del Sur                | 2 - 2    | Copa Oro 2000     |
| 17 | Texto de celda          | Texto de celda                                                   | Trinidad y Tobago            | 1 - 2    | Copa Oro 2000     |
| 18 | Texto de celda          | Estadio Alejandro Morera Soto, Alajuela, Costa Rica              | Panamá                       | 5 - 1    | Amistoso          |
| 19 | Texto de celda          | Estadio Ricardo Saprissa Aymá, San José, Costa Rica              | San Vicente y las Granadinas | 7 - 1    | Amistoso          |
| 20 | Texto de celda          | Estadio Ricardo Saprissa Aymá, San José, Costa Rica              | San Vicente y las Granadinas | 7 - 1    | Amistoso          |
| 21 | Texto de celda          | Estadio Alejandro Morera Soto, Alajuela, Costa Rica              | Guatemala                    | 2 - 1    | Eliminatoria      |
| 22 | Texto de celda          | Estadio Alejandro Morera Soto, Alajuela, Costa Rica              | Guatemala                    | 2 - 1    | Eliminatoria      |
| 23 | Texto de celda          | Texto de celda                                                   | Guatemala                    | 5 - 2    | Eliminatoria      |
| 24 | Texto de celda          | Estadio Alejandro Morera Soto, Alajuela, Costa Rica              | Trinidad y Tobago            | 3 - 0    | Eliminatoria      |
| 25 | Texto de celda          | Estadio Alejandro Morera Soto, Alajuela, Costa Rica              | Trinidad y Tobago            | 3 - 0    | Eliminatoria      |
| 26 | Texto de celda          | Estadio Alejandro Morera Soto, Alajuela, Costa Rica              | Jamaica                      | 2 - 1    | Eliminatoria      |
| 27 | Texto de celda          | Texto de celda                                                   | Honduras                     | 3 - 2    | Eliminatoria      |
| 28 | Texto de celda          | Estadio Atanasio Girardot, Medellín, COL                         | Honduras                     | 1 - 0    | Copa América 2001 |
| 29 | Texto de celda          | Estadio Atanasio GirardotMedellín, COL                           | Uruguay                      | 1 - 1    | Copa América 2001 |
| 30 | Texto de celda          | Estadio Atanasio Girardot, Medellín, COL                         | Bolivia                      | 4 - 0    | Copa América 2001 |
| 31 | Texto de celda          | Estadio Atanasio Girardot                                        | Bolivia                      | 4 - 0    | Copa América 2001 |
| 32 | Texto de celda          | Estadio Centenario, Armenia, Uruguay                             | Uruguay                      | 1 - 2    | Copa América 2001 |
| 33 | Texto de celda          | Texto de celda                                                   | Corea del Sur                | 3 - 1    | Copa Oro 2002     |
| 34 | Texto de celda          | Texto de celda                                                   | Corea del Sur                | 3 - 1    | Copa Oro 2002     |
| 35 | 13 de junio de 2002     | Estadio Mundialista, Suwon, Corea del Sur                        | Brasil                       | 2 - 5    | Mundial 2002      |
| 36 | Texto de celda          | Estadio Ricardo Saprissa Aymá, San José, Costa Rica              | Canadá                       | 1 - 0    | Eliminatoria      |
| 37 | Texto de celda          | Estadio Ricardo Saprissa Aymá, San José, Costa Rica              | Guatemala                    | 5 - 0    | Eliminatoria      |
| 38 | Texto de celda          | Estadio Ricardo Saprissa Aymá, San José, Costa Rica              | Guatemala                    | 5 - 0    | Eliminatoria      |
| 39 | Texto de celda          | Estadio Ricardo Saprissa Aymá, San José, Costa Rica              | Guatemala                    | 5 - 0    | Eliminatoria      |
| 40 | Texto de celda          | Texto de celda                                                   | Canadá                       | 3 - 1    | Eliminatoria      |
| 41 | Texto de celda          | Estadio Ricardo Saprissa Aymá, San José, Costa Rica              | México                       | 1 - 2    | Eliminatoria      |
| 42 | Texto de celda          | Estadio Ricardo Saprissa Aymá, San José, Costa Rica              | Guatemala                    | 3 - 2    | Eliminatoria      |
| 43 | Texto de celda          | Estadio Ricardo Saprissa Aymá, San José, Costa Rica              | Estados Unidos               | 3 - 0    | Eliminatoria      |
| 44 | 9 de junio de 2006      | Allianz Arena, Múnich, Alemania                                  | Alemania                     | 2 - 4    | Mundial 2006      |
| 45 | 9 de junio de 2006      | Allianz Arena, Múnich, Alemania                                  | Alemania                     | 2 - 4    | Mundial 2006      |

### Participaciones en Copas del Mundo
| Mundial                        | Sede                | Resultado    |
| ------------------------------ | ------------------- | ------------ |
| Copa Mundial de Fútbol de 2002 | Corea del Sur Japón | Primera fase |
| Copa Mundial de Fútbol de 2006 | Alemania            | Primera fase |

### Participaciones en Copas de Oro
| Copa                            | Sede           | Resultado        |
| ------------------------------- | -------------- | ---------------- |
| Copa de Oro de la Concacaf 1998 | Estados Unidos | Primera fase     |
| Copa de Oro de la Concacaf 2000 | Estados Unidos | Cuartos de final |
| Copa de Oro de la Concacaf 2002 | Estados Unidos | Subcampeón       |

### Participaciones en Copa América
| Copa              | Sede     | Resultado        | Partidos | Goles |
| ----------------- | -------- | ---------------- | -------- | ----- |
| Copa América 2001 | Colombia | Cuartos de final | 4        | 5     |

## Clubes

### Como futbolista
| Club            | País           | Año       | Partidos | Goles |
| --------------- | -------------- | --------- | -------- | ----- |
| Herediano       | Costa Rica     | 1994-1996 | -        | -     |
| Derby County    | Inglaterra     | 1997-1999 | 72       | 28    |
| West Ham        | Inglaterra     | 1999-2000 | 35       | 15    |
| Manchester City | Inglaterra     | 2000-2004 | 75       | 44    |
| Málaga          | España         | 2004-2005 | 25       | 7     |
| Al-Gharafa      | Catar          | 2005-2006 | 5        | 1     |
| Rosario Central | Argentina      | 2006      | 13       | 5     |
| Tokyo           | Japón          | 2007      | 16       | 3     |
| Chicago Fire    | Estados Unidos | 2007-2008 | 12       | 2     |
| Herediano       | Costa Rica     | 2008      | 1        | 0     |

### Como entrenador
| Equipo                  | País       | Año         |
| ----------------------- | ---------- | ----------- |
| C. S. Herediano         | Costa Rica | 2008-2009   |
| Uruguay de Coronado     | Costa Rica | 2010-2011   |
| Costa Rica              | Costa Rica | 2014-2015   |
| Costa Rica Sub-21       | Costa Rica | 2014-2015   |
| Costa Rica              | Costa Rica | 2015        |
| C. S. Cartaginés        | Costa Rica | 2018        |
| C. S. Herediano         | Costa Rica | 2018        |
| Municipal Pérez Zeledón | Costa Rica | 2021        |
| C. S. Cartaginés        | Costa Rica | 2022-2023   |
| Deportivo Saprissa      | Costa Rica | 2025 - Act. |

### Como segundo entrenador
| Equipo     | País       | Año       |
| ---------- | ---------- | --------- |
| Costa Rica | Costa Rica | 2011-2014 |
| Costa Rica | Costa Rica | 2024-2025 |

## Palmarés

### Como jugador

#### Títulos nacionales
| Título         | Club            | País       | Año  |
| -------------- | --------------- | ---------- | ---- |
| First Division | Manchester City | Inglaterra | 2002 |

#### Títulos internacionales
| Título         | Equipo     | Sede       | Año  |
| -------------- | ---------- | ---------- | ---- |
| Copa UNCAF     | Costa Rica | Costa Rica | 1999 |
| Copa Intertoto | West Ham   | Inglaterra | 1999 |

### Como entrenador

#### Títulos nacionales
| Título                       | Club             | País       | Año  |
| ---------------------------- | ---------------- | ---------- | ---- |
| Torneo de Copa de Costa Rica | C. S. Cartaginés | Costa Rica | 2022 |

#### Títulos internacionales
| Título     | Equipo     | Sede           | Año  |
| ---------- | ---------- | -------------- | ---- |
| Copa UNCAF | Costa Rica | Estados Unidos | 2014 |

### Distinciones individuales
| Distinción                                                    | Año  |
| ------------------------------------------------------------- | ---- |
| Incluido en el Once ideal histórico de Costa Rica según IFFHS | 2021 |